# Шакир-Али, Якуб
Яку́б Шаки́р-Али́ (крымскотат. Yaqub Şakir-Ali; 1890, Бахчисарай, Таврическая губерния — 1930) — крымскотатарский писатель, поэт.

## Биография
Родился в 1890 году в Бахчисарае в семье ремесленника и мелкого торговца.
Начальное и среднее образование получил в Бахчисарае. В 1905 году стал наборщиком в типографии газеты «Терджиман», где впервые начал публиковать свои произведения. С 1916 года работал учителем. Один из его учеников — лингвист Усеин Куркчи. Поддерживал революционные преобразования в Российской империи. Ездил в Турцию и Казань для налаживания связей с местной интеллигенцией.
Автор работ «Окъу, яз» («Читай, пиши», 1915), «Мектеп ве миллий тиль» («Школа и нац. язык», 1916). Написал стихотворения «Къыш» («Зима», 1914), «Танъ» («Заря», 1917), «Денъиз иле ель» («Море и ветер», 1917). В 1917 году общество учителей Бахчисарая издало его поэтический сборник «Дуйгъуларым» («Мои чувства»). Три стихотворения на русский язык перевели Рефат Шакир-Алиев и Наталья Самбурова.
Выступал с критикой консервативных устоев в образовании крымских татар.
Скончался в 1930 году.